# Unió Regionalista Bretona
Unió Regionalista Bretona (URB), fou un grup polític bretó, aparegut el 1911 d'una escissió de la Societat Nacional de Bretanya. Fundat per Regís de L'Estourbeillon i Anatole Le Braz, se'ls uniren Émile Masson, Camille Le Mercier d'Erm, Fañch Vallée, Maurice Duhamel i Loeiz Herrieu.
Tenia un miler d'adherits (el 25% d'ells eren nobles, el 17% religiosos, un 11% professionals liberals, un 11% petits comerciants, el 6% funcionaris, el 6% artistes, el 5% industrials, el 4% mestres i el 4% estudiants) i unia un grapat de bones voluntats al voltant d'una sola idea, la Bretanya. D'antuvi fou controlada pels monàrquics proregionalistes, com Alphonse de Chateaubriant cosa que provocaria tensions internes amb els sectors intel·lectuals i burgesos procedents dels cercles celtistes i que havien evolucionat vers el regionalisme.
Yann Fouéré en fou vice-président de 1939 a 1945. El 1940, molts dels seus membres participaren a Sao Breiz, els bretons de la França Lliure.